# Frignano
Frignano es una comuna situada en el territorio de la provincia de Caserta, en la Campania (Italia).

## Demografía
| Gráfica de evolución demográfica de Frignano entre 1861 y 2001 |
|                                                                |
| Fuente ISTAT - elaboración gráfica de Wikipedia                |